# Veselí nad Lužnicí (tvrz)
Tvrz Veselí nad Lužnicí stávala ve Veselí nad Lužnicí v lokalitě Talíř (odtud také její druhý používaný název) na hraně údolní terasy nad Bechyňským potokem (též Blatská strouha). Od roku 1973 je chráněna jako kulturní památka.

## Historie
Jelikož v lokalitě dosud nebyl proveden řádný archeologický průzkum, musíme pro získání období vzniku tvrze postupovat v historických souvislostech Veselí. O něm nám první zmínka pochází z 1. června 1259, kdy Vok z Rožmberka daroval cisterciáckému klášteru ve Vyšším Brodě vesnici Ponědraž, u které se objevuje dovětek "apud Wesele". S jistotou můžeme říci, že v této době tvrz nestála, stejně jako v době, kdy Veselí vlastnila Vokova manželkou Hedvika ze Šaumburku. Na konci 13. století se dosud neznámým způsobem ocitá Veselí v majetku českého panovníka, ovšem na výraznější roli si Veselí ještě muselo nějakou dobu počkat. Teprve za vlády Karla IV. vzrostl jeho význam, neboť ten se snažil o posílení jeho pozice v rámci královských majetků. Je pravděpodobné, že Veselí mělo představovat královský protipól rozpínavému rožmberskému dominiu v oblasti. Proto se nedá vyloučit, že právě v této době vznikla i veselská tvrz jako reakce na výstavbu nové tvrze v Dolním Bukovsku. Do 14. století její existenci zasazují také povrchovým sběrem na místě nalezené střepy keramiky.
Od konce 60. let 14. století Veselí vlastnil Václav IV., který jej 21. července 1378 spolu s tvrzí a poplužím zastavil Ješkovi staršímu z Mezimostí, jenž měl své sídlo na protějším břehu Lužnice. Tato zástavní listina navíc obsahuje první písemnou zmínku o veselské tvrzi. Někdy před dubnem 1388 jej, patrně do zástavy, získal Jindřich z Rožmberka, ovšem už v lednu 1390 jej Václav IV. zastavil Vilémovi z Landštejna, který jej vlastnil ještě v červnu 1396.
Na přelomu 14. a 15. století se Veselí vrací do držení Jindřicha z Rožmberka. Rožmberkové posléze rozhodli o dalším neinvestování do údržby zdejší tvrze. V roce 1412 se už mezi rožmberskými purkrabími zmínky o veselských nevyskytují. Ačkoliv se ve druhé polovině 15. století na Veselsku a Soběslavsku odehrála řada válečných potyček, nic na existenci veselské tvrze neukazuje.
Ze současných poznatků se dá usuzovat, že tvrz neměla rezidenční funkci, nýbrž se jednalo o mocenský opěrný bod s úkolem vojenské ochrany městečka.
Až do roku 2013 bylo místo zarostlé stromy, postupně téměř neprostupné a dno příkopu se postupně plnilo odpadky a posekanou trávou. V roce 2013 bylo tvrziště městem prořezáno, dále zakázalo skládku odpadu v příkopu a místo osadilo informativní tabulkou.

## Popis
Vzhledem k absenci jakýchkoliv viditelných stop po zástavbě a dosud neprovedenému archeologickému průzkumu, není možné zatím přesnou podobu tvrze zrekonstruovat. Vlastní tvrz stávala na pahorku, dnes o 2–3 m vyvýšeném, který ze tří stran obklopoval příkop parabolického půdorysu. Na jižní straně pak pahorek spadal přímo k v té době zde meandrujícímu potoku. Plošina pahorku má zaoblený lichoběžný tvar o délce 30 m a šířce 13–18 m, přičemž delší strana je kolmá na hranu údolní terasy. Na východní straně se nachází dvojice patrně recentních jamek, jinak jakékoliv stopy po zástavbě chybí. Příkop, který tvrz chránil, má dnes šířku 13–18 m a hloubku asi 2,5 m. V minulosti však býval zřejmě větší a hlubší, neboť ve druhé polovině 20. století prošel řadou úprav a byl také zavážen.

## Povrchový archeologický výzkum
V letech 1993–2014 zde historik Daniel Kovář provedl řadu povrchových sběrů, při nichž získal 405 kusů střepů keramiky a několik kusů mazanice. Jen malá část (10–15 kusů) střepů ovšem pochází z doby doložené existence tvrze a umožňuje tak její zařazení do 14. století, s možným přesahem do století 13. Až 97 % nálezů pochází z období pozdního středověku či raného novověku (16.–18. století). Proto se nedá vyloučit možné druhotné využití lokality, jako tomu bylo např. v případě zaniklé tvrze v Kamenném Újezdě. Podrobnosti o době existence tvrze, podobě a snad i o původní funkci, druhotném využití a významu v rámci dominií by mohl přinést jedině podrobný archeologický průzkum.